# テレビ朝日系列土曜夜8時台枠のアニメ
『テレビ朝日系列土曜夜8時台枠のアニメ』（テレビあさひけいれつどようよるはちじだいわくのアニメ）は、かつてNET（現：テレビ朝日）系列の土曜20時台（JST）に放送されていたテレビアニメの作品一覧である。制作は全て東映動画（現：東映アニメーション）。
なおこの時間帯で放送されたドラマに関しては、

## 歴史
初作品は1966年4月23日に前半枠で開始した『レインボー戦隊ロビン』。20時枠という遅い時間帯にもかかわらず健闘し、約9ヶ月間継続するが、1967年1月より1時間時代劇『素浪人 月影兵庫』（第2シリーズ）を設置するにあたり、金曜19:30に移動し、以後は1時間時代劇やドラマが継続する。
それから5年半後、ドラマ枠を20:00 - 20:30に縮小して、特撮番組『人造人間キカイダー』を編成、空いた後半枠にはアニメ『デビルマン』を編成した。その後アニメは『ミクロイドS』→『キューティーハニー』、一方の特撮枠は『キカイダー01』と続いたが、1974年春の改編で再び1時間ドラマ体制に変更するため、この枠のアニメは事実上終了、以後この枠では子供向けに特化した番組が編成されたことはない。

## 放送作品一覧

### 20時00分 - 20時30分
| タイトル             | 放映期間                 | 話数 | 原作           | 声の出演                                 | 備考  |
| -------------------- | ------------------------ | ---- | -------------- | ---------------------------------------- | ----- |
| レインボー戦隊ロビン | 1966年4月23日 - 12月24日 | 36   | スタジオ・ゼロ | 里見京子、新道乃里子、八木光生、中村恵子 | [ 2 ] |

### 20時30分 - 20時56分（→20時55分）
| タイトル           | 放映期間                       | 話数 | 原作     | 声の出演                                           | 備考  |
| ------------------ | ------------------------------ | ---- | -------- | -------------------------------------------------- | ----- |
| デビルマン         | 1972年7月8日 - 1973年3月31日   | 38   | 永井豪   | 田中亮一、坂井すみ江、山本圭子、鈴木泰明、柴田秀勝 | [ 3 ] |
| ミクロイドS        | 1973年4月7日 - 10月6日         | 26   | 手塚治虫 | 井上真樹夫、鈴木弘子、曽我町子、野沢雅子、鈴木泰明 | [ 4 ] |
| キューティーハニー | 1973年10月13日 - 1974年3月30日 | 25   | 永井豪   | 増山江威子、森功至、富田耕生、沢田和子、渡辺典子   |       |

※「放送時間」はNETテレビおよび同時ネット局（毎日放送・広島ホームテレビ・瀬戸内海放送など）のもの。系列外地方局への遅れネットや再放送用に、オープニングテーマと次回予告の尺を長くしてエンディングテーマを追加したバージョンも製作された。